# Locomotiva FS R.306
La locomotiva R.306 delle Ferrovie dello Stato era una locotender a vapore, a scartamento ridotto, che prestava servizio sulla ferrovia Palermo–Corleone–San Carlo.

## Storia
Le locomotive del gruppo R.306 furono progettate e costruite in Inghilterra agli inizi del XX secolo dalla R & W Hawtorn per conto della Società Anonima Ferrovie Siciliane (SAFS), che gestiva la linea Palermo–Corleone–San Carlo. In seguito al rilevamento della linea da parte delle Ferrovie dello Stato nel 1922 entrarono a far parte del parco rotabili FS.
Le locomotive avevano una buona circolabilità nelle strette curve della linea anche per il basso peso assiale ma le loro prestazioni erano scarse Le locomotive vennero accantonate poco dopo il rilevamento della linea da parte delle FS. Nel 1930 una locomotiva del gruppo era assegnata al deposito locomotive di Castelvetrano.

## Caratteristiche
Le R.306 erano locotender a 2 assi accoppiati e carrello anteriore.

## Deposito Locomotive di assegnazione
- Deposito Locomotive di Palermo Sant'Erasmo